# سیارک ۸۹۸۴
سیارک ۸۹۸۴ (به انگلیسی: 8984 Derevyanko، نامگذاری:1977QD3) هشت هزار و نهصد و هشتاد و چهارمین سیارک کشف شده‌است که در ۲۲ اوت ۱۹۷۷ کشف شد.
قدر مطلق سیارک برابر ۱۳٫۹۰ است.